# Узедом
Узедом (на немски: Usedom; на полски: Uznam) е остров в Балтийско море, част от областта Померания. Той е поделен между Германия и Полша от 1945 г. Това е вторият най-голям померански остров след Рюген.
Разположен е северно от Шчечинската лагуна, при естуара на река Одер. Около 80% от площта на острова принадлежи на немския окръг Форпомерн-Грифсвалд, провинция Мекленбург-Предна Померания. Източната му част е част от полското Западнопоморско войводство, като там се намира и най-големият град на острова, Швиноуйшче. Общата площ на острова възлиза на 445 km2, като немската заема 373 km2, а полската – 72 km2. Общото население на острова е 76 500 души, от които 31 500 попадат в немската част, а 45 000 – в полската.
Със среден брой 1906 слънчеви часове на година, Узедом е най-слънчевата част както в Германия, така и в Полша. Той е сред най-слънчевите острови в Балтийско море като цяло, поради което често е наричан „Слънчев остров“ (на немски: Sonneninsel; на полски: Wyspa Słońca).
Островът се превръща в туристическа дестинация след Грюндерцайта от 19 век, поради което има курортна архитектура.

## География
На изток островът е отделен от съседния остров Волин чрез протока Свина, а на запад протока Пене го отделя от континента. Като цяло, релефът на острова е равнинен, като на места е покрит от тресавища. Най-големият град на острова е в полската част – Швиноуйшче. Най-големият германски град на него е Херингсдорф.
По крайбрежието са разположени много курортни градчета: Циновиц и Козеров на запад и Херингсдорф, Албек, Банзин и Швиноуйшче на изток. Във вътрешността на острова има девствени гори, лагунни равнини, хълмове и села.
Основните икономически дейности на острова са туризма, здравеопазването, селското стопанство, търговията, риболовът, животновъдството, преработката на храни и дърводобивът.

## История
Узедом е заселен още от каменната епоха и вероятно е бил населяван от германски руги, преди полабските славяни да се нанесат през 5 – 7 век. През 12 век Норбертинският орден построява манастир в югозападната част на острова. През 1309 г. той е преместен в село Пудагла. Междувременно, Цистерцианският орден основава женски манастир в Крумин и скоро целият остров попада под властта на единия или другия орден. По време на Реформацията, той става владение на славянските херцози на Померания.
В хода на Тридесетгодишната война, на 26 юни 1630 г., шведската армия, предвождана от крал Густав II Адолф, слиза при селото Пенемюнде. След войната островът остава шведско владение в продължение на почти век, когато през 1720 г. е продаден за 2 милиона талера на пруския крал Фридрих Вилхелм I. През 1740 г. Фридрих II създава морско пристанище при Свинемюнде (днес Швиноуйшче).
Малкото село Пенемюнде става известно отново през Втората световна война, когато Луфтвафе правят опити с ракети Фау-1 и Фау-2 на едноименния полигон близо до селото. С края на войната през 1945 г., източната част на острова заедно с град Свинемюнде е дадена на Полша под условията на Потсдамската конференция. Германското население в тази част на острова е пропъдено на запад, а на тяхно място са заселени поляци, повечето от които са били изселени от източните части на Полша от съветските войски.
В днешно време, островът е едно от популярните ваканционни места за германци.